# Лонда, Мария Наталия
Мария Наталия Лонда (англ. Maria Natalia Londa; род. 29 октября 1990, Денпасар) — индонезийская легкоатлетка, выступающая в прыжках в длину и тройном прыжке. Участница летних Олимпийских игр 2016 года, чемпионка летних Азиатских игр 2014 года, пятикратная чемпионка, пятикратный серебряный и двукратный бронзовый призёр Игр Юго-Восточной Азии.

## Биография
Мария Наталия Лонда родилась 29 октября 1990 года в индонезийском городе Денпасар.
Занималась лёгкой атлетикой под началом тренера И Кетута Паджеха.
В 2007 году участвовала в чемпионате мира по лёгкой атлетике в Осаке. В тройном прыжке заняла 27-е место в квалификации с результатом 12,94 метра.
Первых международных успехов добилась в 2009 году на Играх Юго-Восточной Азии во Вьентьяне, где завоевала бронзовые медали в прыжках в длину и тройном прыжке. Впоследствии завоевала ещё десять медалей этих соревнований: на её счету два серебра в 2011 году в Индонезии и в 2017 году в Куала-Лумпуре, два золота в 2013 году в Нейпьидо и в 2015 году в Сингапуре, золото в прыжках в длину и серебро в тройном прыжке в 2019 году в Филиппинах.
В 2014 году завоевала золотую медаль летних Азиатских игр в Инчхоне, выиграв в прыжках в длину (6,55).
В том же году завоевала две медали на Университетских играх АСЕАН в Палембанге, выиграв прыжки в длину и тройной прыжок.
В 2016 году вошла в состав сборной Индонезии на летних Олимпийских играх в Рио-де-Жанейро. В прыжках в длину заняла в квалификации 25-е место с результатом 6,29 - на 46 сантиметров меньше норматива, дававшего право выступить в финале. Была знаменосцем сборной Индонезии на церемонии открытия Олимпиады.
В 2017 году стала серебряным призёром Игр исламской солидарности в Баку в прыжках в длину.
Была чемпионкой и рекордсменкой Индонезии в прыжках в длину и тройном прыжке.

## Личные рекорды
- Прыжки в длину — 6,70 (10 июня 2015, Сингапур)[4]
- Тройной прыжок — 14,17 (17 декабря 2013, Нейпьидо)[4]
- Прыжки в длину (в помещении) — 6,18 (15 февраля 2014, Ханчжоу)[4]
- Тройной прыжок (в помещении) — 13,04 (31 октября 2009, Ханой)[4]